# Hirschsprungs sjukdom
Hirschsprungs sjukdom är en medfödd sjukdom som innebär att enteriska nervsystemets ganglier (plexus myentericus samt plexus submucosus) saknas i nedre delen av tjocktarmen. Det medför att peristaltiken saknas vid detta parti, vilket i sin tur medför att tarmarna ovanför detta parti blir kraftigt utvidgade. 
Symptomen som redan vid födseln kan iakttas är en uppsvullen buk samt svåra förstoppningar.